# Кристал (Северна Дакота)
Кристал (енгл. Crystal) град је у америчкој савезној држави Северна Дакота.

## Демографија
По попису из 2010. године број становника је 138, што је 29 (-17,4%) становника мање него 2000. године.
| Група             | 2000.       | 2010.       |
| Белци             | 156 (93,4%) | 127 (92,0%) |
| Афроамериканци    | 0 (0,0%)    | 0 (0,0%)    |
| Азијати           | 0 (0,0%)    | 0 (0,0%)    |
| Хиспаноамериканци | 11 (6,6%)   | 8 (5,8%)    |
| Укупно            | 167         | 138         |